# 武穴站
武穴站，位于中华人民共和国湖北省黄冈市武穴市石佛寺镇，是京九铁路上的火车站，建于1996年，由武汉铁路局管辖。

## 車站周邊
- 中国邮政储蓄银行武穴市石佛寺营业所
- 石佛寺小学
- 中国电信石佛寺合作营业厅
- 中国农业银行石佛寺分理处
- 石佛寺客运站

## 歷史
- 建于1996年。

## 外部連結
- 中国铁路客户服务中心 （页面存档备份，存于）